# Океанический разрыв
Океанические разрыв — тип разорванного ареала, т.е. между местами обитания сухопутных животных находятся большие пространства океана. В качестве примера можно привести тапиров и  аллигаторов. Тапиры обитают в Центральной, Южной Америке и в Южной Азии, а аллигаторы — в Северной Америке и в Южной Азии. Информация об океанических разрывах была использована для создания теории дрейфа материков.
- Океанический разрыв встречается в распространении некоторых организмов Бореоатлантической подобласти.